# 阿爾喬姆·切爾諾烏索夫
阿爾喬姆·阿納托利耶維奇·切爾諾烏索夫（俄语：Артём Анатольевич Черноусов，1996年1月10日—），是一名俄羅斯男子射擊運動員，曾獲得2018年世界射擊錦標賽男子10公尺空氣手槍亞軍。

## 外部連結
- ISSF （页面存档备份，存于）